# Ohod Saudi Football Club
Maillots
Le Ohod Saudi Football Club (en arabe : نادي أحد), plus couramment abrégé en Ohod Club, est un club saoudien de football professionnel fondé en 1938 et basé dans la ville de Médine.

## Bilan sportif

### Palmarès
| Compétitions nationales |
| --- |
| - Championnat d'Arabie saoudite D2 (3) : - Champion : 1980-81, 1983-84 et 2003-04. - Vice-champion : 1978-79, 1986-87, 1990-91 et 1992-93. |

### Historique
- 1978/79 : Vice-champion de D2
- 1979/80 : 10e et dernier de D1 (relégué)
- 1980/81 : Champion de D2 (promu)
- 1981/82 : 4e du groupe A de D1
- 1982/83 : 10e et dernier de D1 (relégué)
- 1983/84 : Champion de D2 (promu)
- 1984/85 : 12e et dernier de D1 (relégué)
- 1985/86 : D2
- 1986/87 : Vice-champion de D2 (promu)
- 1987/88 : 11e de D1 (relégué)
- 1988/89 : D2
- 1989/90 : ??
- 1990/91 : Vice-champion de D2 (promu)
- 1991/92 : 12e et dernier de D1 (relégué)
- 1992/93 : Vice-champion de D2 (promu)
- 1993/94 : 14e et dernier de D1 (relégué)
- 1994/95 : D2
- 1995/96 : ??
- 1996/97 : ??
- 1997/98 : 6e de D2
- 1998/99 : 5e de D2
- 1999/00 : 10e de D2 (relégué)
- 2000/01 : D3 ?
- 2001/02 : 7e de D2
- 2002/03 : 9e de D2
- 2003/04 : Champion de D2 (promu)
- 2004/05 : 12e et dernier de D1 (relégué)
- 2005/06 : 13e de D2 (relégué)
- 2006/07 : Vice-champion de D3 (promu)
- 2007/08 : 11e de D2
- 2008/09 : 8e de D2
- 2009/10 : 13e de D2
- 2010/11 : 6e de D2
- 2011/12 : 14e de D2 (relégué)
- 2012/13 : D3 (promu)
- 2013/14 : 14e de D2 (relégué)
- 2014/15 : D3 (promu)
- 2015/16 : 9e de D2 (relégué)
- 2016/17 : Vice-champion de D2 (promu)
- 2017/18 : 14e et dernier de D1 (barragiste)
- 2018/19 : D1

## Personnalités du club

### Anciens entraîneurs
- Aurel Țicleanu (2011-2012)

### Anciens joueurs
- Redha Tukar Fallatah (1995-2001)
- Mohammed Khojah (2003-2005)

Ces deux joueurs ont été sélectionnés pour participer à la Coupe du monde 1994 alors que le club terminait la saison dernier de première division :
- Hamzah Idris (1992-1995)
- Thomas Libiih (1994-1995)